# Dolmen de la Grandière
Der Dolmen de la Grandière liegt in einem Areal mit natürlichen Felsaufschlüssen und Feldmauern in Les Coutures nordwestlich von Joué-du-Bois, bei La Ferté-Macé im Süden des Département Orne in der Normandie in Frankreich. Dolmen ist in Frankreich der Oberbegriff für neolithische Megalithanlagen aller Art (siehe: Französische Nomenklatur).
Der Typ des Dolmens und die Größe der Kammer sind unbekannt. Der Deckstein von 5,3 × 4,7 m aus Granit liegt auf drei kleineren Steinen knapp über dem Boden bzw. in den Resten seines Cairns.
Der Dolmen ist seit 1889 als Monument historique eingestuft.
Südlich liegen die Dolmen Pierre aux Loups und La Pierre Toquante. Im Ort steht der Menhir des Outres.